# Football Club Paradiso 2021-2022
Questa voce raccoglie le informazioni riguardanti il Football Club Paradiso nelle competizioni ufficiali della stagione 2021-2022.

## Stagione
Nella stagione 2021-2022 il Paradiso, allenato da Fernando Cocimano, concluse il campionato di Prima Lega al 2º posto, nei play-off il Paradiso perse la doppia finale contro il Baden. In Coppa Svizzera il Paradiso fu eliminato al secondo turno dall' Aarau.

## Rosa
| N. |                       | Ruolo | Calciatore        |
| -- | --------------------- | ----- | ----------------- |
| 1  | Svizzera (bandiera)   | P     | Emanuele Durini   |
| 3  | Italia (bandiera)     | D     | Matteo Mauro      |
| 6  | Italia (bandiera)     | D     | Devid Girola      |
| 7  | Italia (bandiera)     | A     | Andreas Becchio   |
| 9  | Svizzera (bandiera)   | C     | Ivan Ćalić        |
| 11 | Italia (bandiera)     | A     | Simone Piazza     |
| 14 | Italia (bandiera)     | D     | Alessandro Arioli |
| 17 | Svizzera (bandiera)   | A     | Salvatore Guarino |
| 18 | Italia (bandiera)     | P     | Simone Bertani    |
| 19 | Portogallo (bandiera) | A     | Injic Rodrigues   |
| 21 | Argentina (bandiera)  | C     | Tomas Cocimano    |
| 22 | Italia (bandiera)     | C     | Axel De Biasi     |
| 23 | Svizzera (bandiera)   | D     | Lorenzo Loiero    |
| 25 | Svizzera (bandiera)   | P     | Alessio Bellante  |
| 27 | Italia (bandiera)     | D     | Noel Kabamba      |
| 29 | Albania (bandiera)    | A     | Arsen Lleshi      |

| N. |                           | Ruolo | Calciatore           |
| -- | ------------------------- | ----- | -------------------- |
| 30 | Italia (bandiera)         | C     | Claudio Lamia        |
| 31 | Svizzera (bandiera)       | D     | Tiziano Villa        |
| 33 | Svizzera (bandiera)       | D     | Daniele Russo        |
| 94 | Italia (bandiera)         | C     | Michele Bennati      |
| 99 | Italia (bandiera)         | D     | Marco Ferrara        |
|    | Svizzera (bandiera)       | P     | Lorenzo Andreani     |
|    | Svizzera (bandiera)       | P     | Gabriele Bernasconi  |
|    | Uruguay (bandiera)        | D     | Ignacio Beltramelli  |
|    | Costa d'Avorio (bandiera) | D     | Eddy Gnaziri         |
|    | Italia (bandiera)         | D     | Giovanni Rosamilia   |
|    | Italia (bandiera)         | C     | Luca Giunti          |
|    | Serbia (bandiera)         | C     | Nikola Milosavljević |
|    | Italia (bandiera)         | A     | Biagio Curti         |
|    | Italia (bandiera)         | A     | Soulayman El Amri    |
|    | Svizzera (bandiera)       | A     | Genc Krasniqi        |
|    | Senegal (bandiera)        | A     | Michel Sarr          |

## Organigramma societario
Area tecnica
- Allenatore: Fernando Cocimano
- Allenatore in seconda:
- Preparatore dei portieri:
- Preparatori atletici:

## Calciomercato

### Sessione estiva
| Acquisti | Acquisti            | Acquisti           | Acquisti |
| R.       | Nome                | da                 | Modalità |
| -------- | ------------------- | ------------------ | -------- |
| D        | Ignacio Beltramelli | Bellinzona         |          |
| D        | Eddy Gnaziri        | Vis Nova Giussano  |          |
| P        | Alessio Bellante    | Chiasso            |          |
| D        | Daniele Russo       | Bellinzona         |          |
| C        | Giacomo Finocchi    | Lugano II          |          |
| A        | Salvatore Guarino   | Bellinzona         |          |
| A        | Simone Piazza       | Bellinzona         |          |
| P        | Marko Rajkovačić    | Gambarogno-Contone |          |

| Cessioni | Cessioni         | Cessioni           | Cessioni |
| R.       | Nome             | a                  | Modalità |
| -------- | ---------------- | ------------------ | -------- |
| P        | Marko Rajkovačić | Gambarogno-Contone |          |
| C        | Federico Gianola | Bellinzona         |          |
| C        | Fabio Cariglia   | Weesen             |          |
| D        | Yanick Guerchadi | Taverne            |          |
| D        | Facundo Episcopo | Rampla Juniors     |          |
| D        | Devid Girola     | Lugano II          |          |
| P        | Miodrag Mitrovič | Chiasso            |          |

### Sessione invernale
| Acquisti | Acquisti             | Acquisti   | Acquisti |
| R.       | Nome                 | da         | Modalità |
| -------- | -------------------- | ---------- | -------- |
| A        | Genc Krasniqi        | Linth 04   |          |
| P        | Simone Bertani       | Taverne    |          |
| C        | Nikola Milosavljević | Bellinzona |          |

| Cessioni | Cessioni         | Cessioni   | Cessioni |
| R.       | Nome             | a          | Modalità |
| -------- | ---------------- | ---------- | -------- |
| C        | Matias Martinez  | Thesprotos |          |
| C        | Giacomo Finocchi | Olbia      |          |
| A        | Joco Stojanović  | Nocerina   |          |

## Risultati

### Prima Lega

#### andata
| Wettswil 21 agosto 2021, ore 16:00 CEST 1ª giornata                                  | Wettswil-Bonstetten | 4 – 0 referto | Paradiso | Sportplatz Moos (200 spett.) |
| \| \| \| \| \| Peter 70’ (rig.), 90’ Miljković 79’ Figueiredo 90’ \| Marcatori \| \| |                     |               |          |                              |
|                                                                                      |                     |               |          |                              |
| Peter 70’ (rig.), 90’ Miljković 79’ Figueiredo 90’                                   | Marcatori           |               |          |                              |

| Lugano 29 agosto 2021, ore 16:00 CEST 2ª giornata                              | Lugano II | 2 – 3 referto              | Paradiso | Stadio di Cornaredo (150 spett.) |
| \| \| \| \| \| Musumeci 11’, 27’ \| Marcatori \| 15’, 63’ Lleshi 44’ Piazza \| |           |                            |          |                                  |
|                                                                                |           |                            |          |                                  |
| Musumeci 11’, 27’                                                              | Marcatori | 15’, 63’ Lleshi 44’ Piazza |          |                                  |

| Collina d'Oro 4 settembre 2021, ore 18:00 CEST 3ª giornata      | Paradiso  | 2 – 1 referto | Freienbach | Campo Pian Scairolo (240 spett.) |
| \| \| \| \| \| Guarino 52’, 86’ \| Marcatori \| 58’ D'Acunto \| |           |               |            |                                  |
|                                                                 |           |               |            |                                  |
| Guarino 52’, 86’                                                | Marcatori | 58’ D'Acunto  |            |                                  |

| San Gallo 12 settembre 2021, ore 14:30 CEST 4ª giornata | San Gallo II | 0 – 1 referto | Paradiso | Stadio Espenmoos (135 spett.) |
| \| \| \| \| \| \| Marcatori \| 90’ Cocimano \|          |              |               |          |                               |
|                                                         |              |               |          |                               |
|                                                         | Marcatori    | 90’ Cocimano  |          |                               |

| Collina d'Oro 29 settembre 2021, ore 19:30 CEST 5ª giornata   | Paradiso  | 3 – 0 referto | Winterthur II | Campo Pian Scairolo (150 spett.) |
| \| \| \| \| \| Guarino 14’, 60’ Giunti 57’ \| Marcatori \| \| |           |               |               |                                  |
|                                                               |           |               |               |                                  |
| Guarino 14’, 60’ Giunti 57’                                   | Marcatori |               |               |                                  |

| Uzwil 25 settembre 2021, ore 17:00 CEST 6ª giornata              | Uzwil     | 1 – 1 referto      | Paradiso | Sportanlage Rüti (150 spett.) |
| \| \| \| \| \| Gülünay 56’ \| Marcatori \| 23’ (rig.) Becchio \| |           |                    |          |                               |
|                                                                  |           |                    |          |                               |
| Gülünay 56’                                                      | Marcatori | 23’ (rig.) Becchio |          |                               |

| Collina d'Oro 2 ottobre 2021, ore 17:30 CEST 7ª giornata                     | Paradiso  | 4 – 1 referto | Balzers | Campo Pian Scairolo (200 spett.) |
| \| \| \| \| \| Bennati 3’ Becchio 15’, 39’, 67’ \| Marcatori \| 90’ Stolz \| |           |               |         |                                  |
|                                                                              |           |               |         |                                  |
| Bennati 3’ Becchio 15’, 39’, 67’                                             | Marcatori | 90’ Stolz     |         |                                  |

| Tuggen 16 ottobre 2021, ore 16:00 CEST 8ª giornata | Tuggen    | 1 – 0 referto | Paradiso | Sportplatz Linthstrasse |
| \| \| \| \| \| Jakupov 90’ \| Marcatori \| \|      |           |               |          |                         |
|                                                    |           |               |          |                         |
| Jakupov 90’                                        | Marcatori |               |          |                         |

| Collina d'Oro 23 ottobre 2021, ore 17:30 CEST 9ª giornata                                 | Paradiso  | 2 – 2 referto                  | Linth 04 | Campo Pian Scairolo |
| \| \| \| \| \| Guarino 41’ Bellante 90’ \| Marcatori \| 52’ Krasniqi 65’ Güntensperger \| |           |                                |          |                     |
|                                                                                           |           |                                |          |                     |
| Guarino 41’ Bellante 90’                                                                  | Marcatori | 52’ Krasniqi 65’ Güntensperger |          |                     |

| Eschen 31 ottobre 2021, ore 14:00 CEST 10ª giornata                             | Eschen/Mauren | 2 – 2 referto    | Paradiso | Sportpark Eschen (260 spett.) |
| \| \| \| \| \| Dorta 45’ Shabani 67’ (rig.) \| Marcatori \| 10’, 42’ Becchio \| |               |                  |          |                               |
|                                                                                 |               |                  |          |                               |
| Dorta 45’ Shabani 67’ (rig.)                                                    | Marcatori     | 10’, 42’ Becchio |          |                               |

| Collina d'Oro 6 novembre 2021, ore 17:30 CET 11ª giornata                     | Paradiso  | 3 – 1 referto | Thalwil | Campo Pian Scairolo (300 spett.) |
| \| \| \| \| \| Kabamba 5’ Becchio 41’ Ćalić 87’ \| Marcatori \| 10’ Avdyli \| |           |               |         |                                  |
|                                                                               |           |               |         |                                  |
| Kabamba 5’ Becchio 41’ Ćalić 87’                                              | Marcatori | 10’ Avdyli    |         |                                  |

| Gossau 13 novembre 2021, ore 16:00 CET 12ª giornata                                        | Gossau    | 2 – 3 referto                     | Paradiso | Sportanlage Buechenwald (200 spett.) |
| \| \| \| \| \| Degen 45’ Abegglen 88’ \| Marcatori \| 5’ Ćalić 47’ Becchio 90’ De Biasi \| |           |                                   |          |                                      |
|                                                                                            |           |                                   |          |                                      |
| Degen 45’ Abegglen 88’                                                                     | Marcatori | 5’ Ćalić 47’ Becchio 90’ De Biasi |          |                                      |

| Arbitro: | Rogalla |

|                        |           |           |
| Villa 14’ De Biasi 71’ | Marcatori | 54’ Schär |

| Arbitro: | Vidic |

|                   |           |                       |
| Cocimano 25’, 29’ | Marcatori | 59’ (rig.) Figueiredo |

| Collina d'Oro 5 marzo 2022, ore 16:00 CET 15ª giornata | Paradiso | 0 – 0 referto | Lugano II | Campo Pian Scairolo |

#### ritorno
| Freienbach 12 marzo 2022, ore 17:00 CET 16ª giornata                            | Freienbach | 1 – 2 referto            | Paradiso | Sportanlage Chrummen |
| \| \| \| \| \| Quintoles 31’ (rig.) \| Marcatori \| 22’ Krasniqi 26’ Guarino \| |            |                          |          |                      |
|                                                                                 |            |                          |          |                      |
| Quintoles 31’ (rig.)                                                            | Marcatori  | 22’ Krasniqi 26’ Guarino |          |                      |

| Collina d'Oro 19 marzo 2022, ore 16:00 CET 17ª giornata        | Paradiso  | 2 – 1 referto | San Gallo II | Campo Pian Scairolo |
| \| \| \| \| \| Krasniqi 45’, 90’ \| Marcatori \| 20’ Bytyqi \| |           |               |              |                     |
|                                                                |           |               |              |                     |
| Krasniqi 45’, 90’                                              | Marcatori | 20’ Bytyqi    |              |                     |

| Winterthur 26 marzo 2022, ore 16:00 CET 18ª giornata | Winterthur II | 0 – 1 referto | Paradiso | Stadion Schützenwiese |
| \| \| \| \| \| \| Marcatori \| 76’ Becchio \|        |               |               |          |                       |
|                                                      |               |               |          |                       |
|                                                      | Marcatori     | 76’ Becchio   |          |                       |

| Collina d'Oro 20 aprile 2022, ore 20:00 CEST 19ª giornata | Paradiso  | 1 – 0 referto | Uzwil | Campo Pian Scairolo |
| \| \| \| \| \| Krasniqi 76’ \| Marcatori \| \|            |           |               |       |                     |
|                                                           |           |               |       |                     |
| Krasniqi 76’                                              | Marcatori |               |       |                     |

| Balzers 9 aprile 2022, ore 16:00 CEST 20ª giornata       | Balzers   | 0 – 2 referto          | Paradiso | Sportplatz Rheinau |
| \| \| \| \| \| \| Marcatori \| 28’ Bennati 68’ Loiero \| |           |                        |          |                    |
|                                                          |           |                        |          |                    |
|                                                          | Marcatori | 28’ Bennati 68’ Loiero |          |                    |

| Collina d'Oro 23 aprile 2022, ore 16:00 CEST 21ª giornata                         | Paradiso  | 2 – 2 referto                  | Tuggen | Campo Pian Scairolo |
| \| \| \| \| \| Bennati 40’, 56’ \| Marcatori \| 48’ Bärtsch 70’ (rig.) Jakupov \| |           |                                |        |                     |
|                                                                                   |           |                                |        |                     |
| Bennati 40’, 56’                                                                  | Marcatori | 48’ Bärtsch 70’ (rig.) Jakupov |        |                     |

| Näfels 30 aprile 2022, ore 17:00 CEST 22ª giornata                                | Linth 04  | 2 – 2 referto            | Paradiso | Linth-Arena |
| \| \| \| \| \| Pereira 45’ Caravà 48’ \| Marcatori \| 64’ Guarino 83’ De Biasi \| |           |                          |          |             |
|                                                                                   |           |                          |          |             |
| Pereira 45’ Caravà 48’                                                            | Marcatori | 64’ Guarino 83’ De Biasi |          |             |

| Collina d'Oro 7 maggio 2022, ore 16:00 CEST 23ª giornata          | Paradiso  | 1 – 2 referto       | Eschen/Mauren | Campo Pian Scairolo |
| \| \| \| \| \| Becchio 90’ \| Marcatori \| 2’ Zeciri 44’ Dorta \| |           |                     |               |                     |
|                                                                   |           |                     |               |                     |
| Becchio 90’                                                       | Marcatori | 2’ Zeciri 44’ Dorta |               |                     |

| Thalwil 14 maggio 2022, ore 16:00 CEST 24ª giornata                               | Thalwil   | 1 – 3 referto                         | Paradiso | Sportanlage Brand |
| \| \| \| \| \| Gashi 15’ \| Marcatori \| 9’ Russo 65’ (rig.) Becchio 84’ Ćalić \| |           |                                       |          |                   |
|                                                                                   |           |                                       |          |                   |
| Gashi 15’                                                                         | Marcatori | 9’ Russo 65’ (rig.) Becchio 84’ Ćalić |          |                   |

| Collina d'Oro 21 maggio 2022, ore 16:00 CEST 25ª giornata                                     | Paradiso  | 1 – 4 referto                                   | Gossau | Campo Pian Scairolo |
| \| \| \| \| \| Becchio 36’ \| Marcatori \| 48’ (rig.) Abegglen 65’ Nguyễn 81’, 84’ Stacher \| |           |                                                 |        |                     |
|                                                                                               |           |                                                 |        |                     |
| Becchio 36’                                                                                   | Marcatori | 48’ (rig.) Abegglen 65’ Nguyễn 81’, 84’ Stacher |        |                     |

| Baden 28 maggio 2022, ore 16:00 CEST 26ª giornata | Baden | 0 – 0 referto | Paradiso | Stadion Esp |

#### Play-off
| 1º giugno 2022, ore 20:00 CEST Semifinale - andata | Vevey United | 3 – 2 | Paradiso |  |

| 4 giugno 2022, ore 18:00 CEST Semifinale - ritorno | Paradiso | 2 – 0 | Vevey United |  |

| 8 giugno 2022, ore 20:00 CEST Finale - andata | Baden | 3 – 1 | Paradiso |  |

| 11 giugno 2022, ore 19:00 CEST Finale - ritorno | Paradiso | 1 – 0 | Baden |  |

### Coppa Svizzera
| Arbitro: | Ovcharov |

|                                      |           |             |
| Becchio 36’ (rig.) Lleshi 105’, 120’ | Marcatori | 59’ Pereira |

| Arbitro: | Piccolo |

|  |           |               |
|  | Marcatori | 84’ Spadanuda |

## Statistiche

### Statistiche di squadra
| Competizione   | Punti | In casa | In casa | In casa | In casa | In casa | In casa | In trasferta | In trasferta | In trasferta | In trasferta | In trasferta | In trasferta | Totale | Totale | Totale | Totale | Totale | Totale | DR  |
| Competizione   | Punti | G       | V       | N       | P       | Gf      | Gs      | G            | V            | N            | P            | Gf           | Gs           | G      | V      | N      | P      | Gf     | Gs     | DR  |
| -------------- | ----- | ------- | ------- | ------- | ------- | ------- | ------- | ------------ | ------------ | ------------ | ------------ | ------------ | ------------ | ------ | ------ | ------ | ------ | ------ | ------ | --- |
| Prima Lega     | 52    | 13      | 8       | 3       | 2       | 25      | 16      | 13           | 7            | 4            | 2            | 20           | 16           | 26     | 15     | 7      | 4      | 45     | 32     | +13 |
| Coppa Svizzera | -     | 2       | 1       | 0       | 1       | 3       | 2       | 0            | 0            | 0            | 0            | 0            | 0            | 2      | 1      | 0      | 1      | 3      | 2      | +1  |
| Play-off       | -     | 2       | 2       | 0       | 0       | 3       | 0       | 2            | 0            | 0            | 2            | 3            | 6            | 4      | 2      | 0      | 2      | 6      | 6      | 0   |
| Totale         | 52    | 17      | 11      | 3       | 3       | 31      | 18      | 15           | 7            | 4            | 4            | 23           | 22           | 32     | 18     | 7      | 7      | 54     | 40     | +14 |

### Andamento in campionato
| Giornata  | 1  | 2 | 3 | 4 | 5 | 6 | 7 | 8 | 9 | 10 | 11 | 12 | 13 | 14 | 15 | 16 | 17 | 18 | 19 | 20 | 21 | 22 | 23 | 24 | 25 | 26 |
| --------- | -- | - | - | - | - | - | - | - | - | -- | -- | -- | -- | -- | -- | -- | -- | -- | -- | -- | -- | -- | -- | -- | -- | -- |
| Luogo     | T  | T | C | T | C | T | C | T | C | T  | C  | T  | C  | C  | C  | T  | C  | T  | C  | T  | C  | T  | C  | T  | C  | T  |
| Risultato | P  | V | V | V | V | N | V | P | N | N  | V  | V  | V  | V  | N  | V  | V  | V  | V  | V  | N  | N  | P  | V  | P  | N  |
| Posizione | 11 | 8 | 7 | 7 | 3 | 4 | 2 | 2 | 4 | 5  | 3  | 2  | 2  | 2  | 2  | 1  | 1  | 1  | 1  | 1  | 1  | 1  | 1  | 1  | 2  | 2  |

Legenda:

Luogo: C = Casa; T = Trasferta. Risultato: V = Vittoria; N = Pareggio; P = Sconfitta.